# 크라우드웍스
크라우드웍스(영어: CrowdWorks Inc.)는 대한민국의 크라우드소싱 기반의 AI 학습 데이터 플랫폼 기업이다.

## 사업
LLM 데이터셋 구축과 동시에 거대언어모델 개발 프로젝트에 참여하고 있다

## 역사
- 2023년 스팩합병을 통해 코스닥에 상장하였다.[6]
- 2024년 액면분할(1000원→500원)을 하여 유통주식수를 늘렸다.[7]
- 2025년 딥시크와 한국형 LLM 공동 개발 등을 위한 업무 협약을 체결할 예정이다.[8]

## 자회사
닥터웍스: 의료AI 자회사

## 지배구조
2025년에 있을 340억 원 규모의 유상증자에서 박민우 의장의 지분율이 배정받은 60억원에서 10억원만 청약하여 17%에서 약 13% 수준으로 낮아질 예정이다.

## 같이 보기
- 플리토
- 셀렉트스타

## 참고문헌
1. ↑  두배 성장한 크라우드웍스, 올해 외형 50% 더 키운다, 더벨, 2024-02-23
2. ↑  백봉삼, 크라우드웍스, 기업 고객 대상 실무형 AI 활용 교육 출시, ZD넷, 2024년 8월 26일
3. ↑  김세희, 유진투자증권 IPO 기업분석보고서-크라우드웍스, 2023-08-31
4. ↑  크라우드웍스 김우승 대표 공식 취임… “데이터‧LLM 사업 시너지 가속화”, 디지털데일리, 2024-04-03
5. ↑  하나증권 기업분석_스몰캡_Report 2024년 02월 19일
6. ↑  [https://www.asiae.co.kr/article/2025052315355212025
크라우드웍스, AI강국위원회 믿었는데…돌아온 건 주주배정 유증(上) 아시아경제 2025-05-26]
7. ↑  크라우드웍스, 1000원→500원 액면분할…“거래 활성화 목적”, 이데일리, 2024년 11월
8. ↑  中 딥시크, 한국 첫 파트너는 '크라우드웍스'...LLM 공동개발 인더뉴스 2025-03-21
9. ↑  크라우드웍스, 창업주 박민우 대표 '자회사 집중', 더벨, 2024-03-19
10. ↑  크라우드웍스, 340억원 유증에 10억원만 참여하는 박민우 의장(下) 증권신고서 읽는 기자 2025-05-26